# Jensen Huang
Jen-Hsun "Jensen" Huang (17 de fevereiro de 1963) é um empresário e engenheiro eletricista americano, co-fundador da Nvidia, conhecido por ter exercido o cargo de presidente e CEO da mesma durante o boom da IA, em que a companhia se tornou a maior do mundo em capitalização de mercado, em junho de 2024. Huang e sócios fundaram a Nvidia em 1993, quando Huang tinha 30 anos.

## Infância e educação
Huang nasceu em Tainan, Taiwan, em 17 de fevereiro de 1963. Sua família mudou-se para a Tailândia quando ele tinha cinco anos de idade. Aos nove, ele e seu irmão mais velho foram enviados aos Estados Unidos para morar com seu tio em Tacoma, Washington. Aos dez anos, Huang e seu irmão passaram a morar em um internato masculino no Instituto Batista Oneida enquanto frequentavam a Oneida Elementary School, em Oneida, Kentucky.
Vários anos depois, seus pais também se mudaram para os Estados Unidos e se estabeleceram em Oregon, os irmãos Huang voltaram a morar junto deles. Huang pulou dois anos e formou-se aos dezesseis anos na Aloha High School em Aloha, Oregon. Enquanto crescia em Oregon na década de oitenta, Huang conseguiu seu primeiro emprego em um restaurante local da rede Denny's, onde trabalhou como garçom.
Huang recebeu seu diploma de graduação em engenharia elétrica pela Oregon State University em 1984, e seu mestrado em engenharia elétrica pela Stanford University em 1992.

## Carreira
Após a faculdade, Huang foi diretor de CoreWare na LSI Logic e designer de microprocessadores na Advanced Micro Devices (AMD). Em 1993, aos 30 anos, ele cofundou a Nvidia com Chris Malachowsky e Curtis Priem e tornou-se seu CEO e presidente. Os três sócios fundaram a empresa em uma reunião em um restaurante Denny's à beira da estrada em East San Jose .
Em 2024, Huang já havia exercido o cargo de CEO da Nvidia por mais de três décadas, em um mandato descrito pelo The Wall Street Journal como "quase inédito no acelerado Vale do Silício". Ele possui 3,6% das ações da Nvidia, que abriu o capital em 1999, torando-o a 11a pessoa mais rica do mundo em junho de 2024.

### Filantropia
Em 2008, a Nvidia realizou doações para uma escola chinesa para a criação de salas de aula para 101 alunos do ensino fundamental e médio de áreas afetadas pelo terremoto de Wenchuan em 2008. Em homenagem à doação, os alunos amarraram um lenço vermelho em Huang para expressar gratidão a ele durante a cerimônia de doação e Huang apresentou caleidoscópios aos alunos como presentes.
Em 2022, Huang doou 50 milhões de dólares para sua alma mater, a Oregon State University, como parte de uma doação de 200 milhões de dólares para a criação de um instituto de supercomputação no campus.
Huang deu à sua outra alma mater, Universidade de Stanford, 30 milhões de dólares para construir o Centro de Engenharia da Escola Jen-Hsun Huang. Huang também doou ao Instituto Batista Oneida, sua alma mater, 2 milhões de dólares para construir o Huang Hall, um novo internato feminino, além de um prédio com salas de aula.

## Prêmios

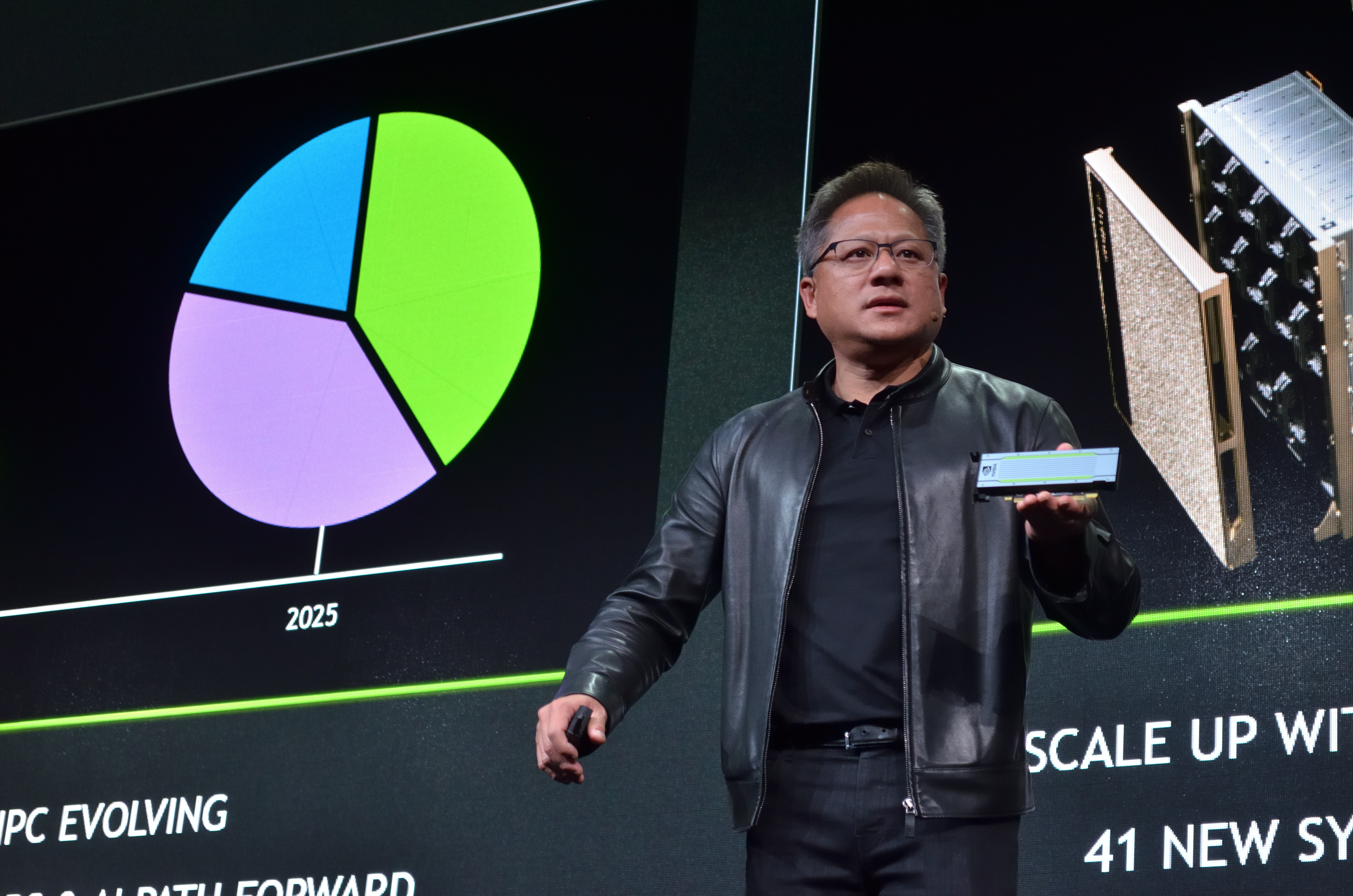
Jensen Huang no SC18

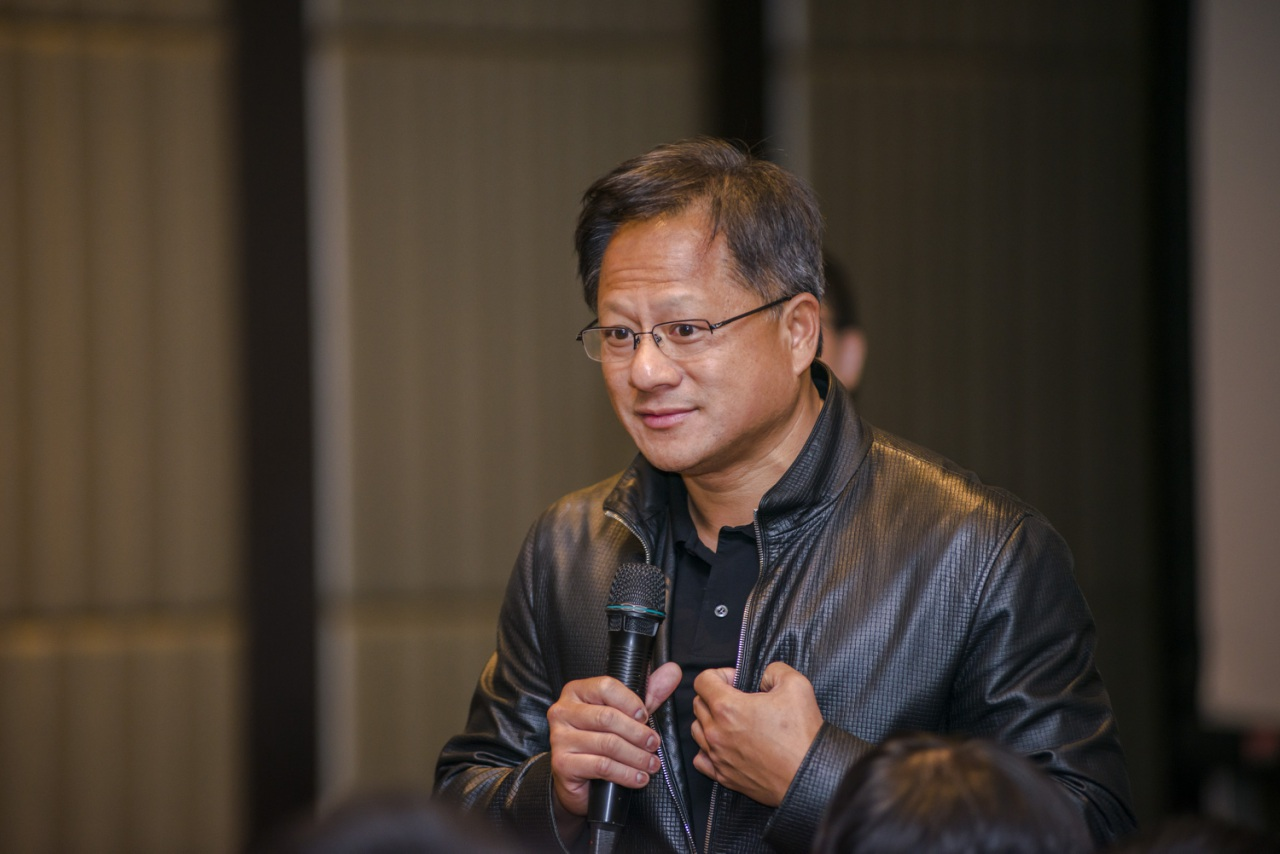
Jensen Huang em Taipé

- 1999: Nomeado Empreendedor do Ano em Alta Tecnologia pela Ernst & Young[19]
- 2002: Recebeu o prêmio Daniel J. Epstein Engineering Management da University of Southern California[20]
- 2004: Recebeu o Prêmio de Liderança Exemplar Dr. Morris Chang da Fabless Semiconductor Association, que reconhece lídere que realizaram contribuições excepcionais para impulsionar o desenvolvimento, inovação, crescimento e as oportunidades de longo prazo da indústria de semicondutores sem fábrica (fabless) [21]
- 2005: Nomeado Alumni Fellow pela Oregon State University[22]
- 2007: Recebeu o prêmio Pioneer Business Leader da Silicon Valley Education Foundation por seu trabalho no mundo corporativo e filantrópico[23]
- 2009: Recebeu um doutorado honorário da Oregon State University[24]
- 2018: Listado no Edge 50 inaugural, que nomeou os 50 maiores influenciadores do mundo em edge computing[25]
- 2019: Eleito como o CEO com melhor desempenho do mundo pela Harvard Business Review[26]
- 2020: Nomeado "CEO de fornecedores do ano" pela Automotive News Europe Eurostars[27]
- 2020: Recebeu doutorado honorário da National Taiwan University[28][29]
- 2021: Recebeu o prêmio Robert N. Noyce da Semiconductor Industry Association (SIA), a maior homenagem do setor[30]
- 2021 e 2024: Foi incluído na Time 100, a lista anual ' Time das 100 pessoas mais influentes do mundo[31][32]
- 2023: Eleito o melhor CEO de 2023 pela The Economist[33]
- 2024: Eleito para a Academia Nacional de Engenharia "por unidades de processamento gráfico (GPUs)( de alta potência, alimentando a revolução da inteligência artificial"[34]
- 2024: homenageado A1 pela Gold House[35]

## Vida pessoal
Enquanto estava na Oregon State University, Huang conheceu sua futura esposa, Lori Mills, que era sua parceira de laboratório de engenharia na época. Eles têm dois filhos, Spencer e Madison. Spencer lançou um bar em Taipei em 2015 que foi homenageado como um dos 50 melhores bares da Ásia pela Forbes .O bar fechou em maio de 2021 e atualmente ele é gerente de produto da Nvidia. Madison trabalhou anteriormente na indústria hoteleira e atualmente é diretora de marketing de produtos da Nvidia.
A família Huang vivia em casas comuns de classe média em San Jose antes da Nvidia abrir o capital em 1999. Em 2003, eles se mudaram para uma casa maior em Los Altos Hills, Califórnia e em 2004 adquiriram uma segunda casa em Wailea, Havaí. Em 2017, uma sociedade de responsabilidade limitada supostamente ligada aos Huangs adquiriu uma mansão em São Francisco por US$ 38 milhões.
Huang e a presidente e CEO da AMD, Lisa Su, são parentes. A mãe de Huang é a irmã mais nova do avô materno de Su, o que os torna primos de primeiro grau, uma vez afastados.